# Impresión dental

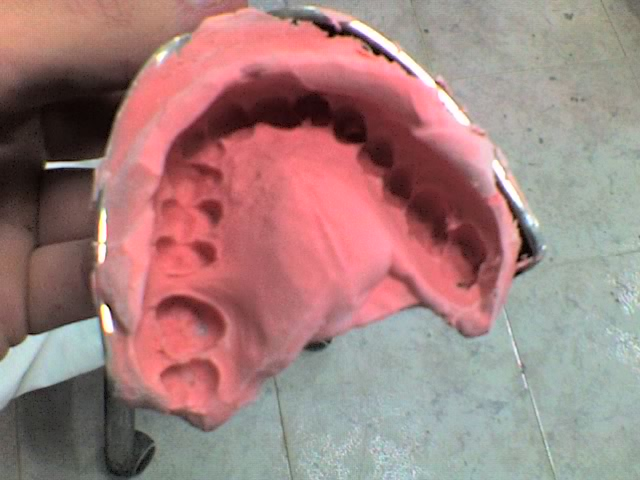
Impresión dental en alginato.

Impresión dental es la obtención en negativo, realizada por el odontólogo, de los tejidos duros y tejidos blandos de la cavidad bucal.

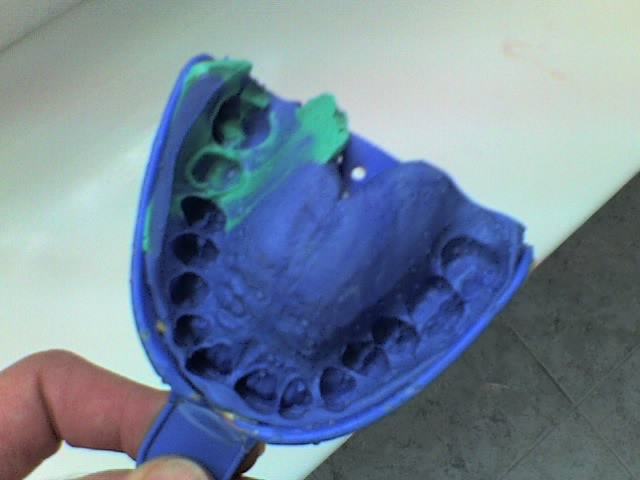
Impresión dental en silicona.

Toda impresión que se toma sobre los dientes de un paciente, realizada en una clínica dental, y que se consigue a través de ciertos materiales no tóxicos (denominados de impresión), como son el alginato y la silicona (de condensación y de adición), contenidos en las distintas cubetas de impresión existentes. Los materiales de impresión se preparan mezclando 2 componentes, de tal forma que se obtenga una pasta homogénea la cual irá endureciendo hasta quedar en estado completamente sólido. Existe por tanto un corto período para su utilización. Una vez que gelifica (en caso del alginato) completamente y se retira de la boca del paciente, podemos decir que se ha obtenido la impresión dental.
A partir de estas impresiones dentales y mediante el proceso de vaciado o positivado de las mismas realizado en el laboratorio dental por el protésico dental, se obtienen los modelos de escayola con los que el protésico puede trabajar. Las impresiones tienen un periodo de uso, debiéndose vaciar en escayola lo antes posible sobre todo en caso del alginato.
Las impresiones deben reproducir adecuadamente las estructuras bucales del paciente, especialmente las zonas de trabajo, ya que si estas presentan burbujas, distorsiones, arrastres, o han perdido humedad, etc., el modelo en escayola será defectuoso y por tanto también lo será el posterior trabajo.
Existen dos técnicas para tomar las impresiones definitivas con silicona: La técnica en dos fases, y la técnica simultánea o en una sola fase.
Con la técnica de dos fases se coloca primero la silicona pesada en la cubeta, se introduce en la boca y se espera que fragüe y después se coloca silicona fluida y se espera el fraguado y luego se realiza el vaciado de la impresión para enviar al laboratorio dental.
En la técnica de una sola sesión se coloca la masilla pesada que se coloca en la cubeta y al mismo tiempo se coloca la silicona fluida sobre los dientes que se quiere tomar la impresión. Se coloca la cubeta en la boca y se espera su fraguado.